# كريس كريستي
كريستوفر جيمس كريستي (بالإنجليزية: Chris Christie) (وُلد في 6 سبتمبر 1962) هو سياسي أمريكي ومدّعٍ اتحادي سابق، شغل منصب الحاكم الخامس والخمسين لولاية نيوجيرسي بين عامي 2010 و2018. وهو عضو في الحزب الجمهوري، شغل سابقًا منصب المدّعي العام للولايات المتحدة في ولاية نيوجيرسي من عام 2002 إلى 2008، كما كان مفوّضًا لمقاطعة موريس من 1995 إلى 1997. ترشّح لنيل ترشيح الحزب الجمهوري للانتخابات الرئاسية في كل من عامي 2016 و2024.
وُلد كريستي في نيوآرك ونشأ في ليفينغستون، تخرّج من جامعة ديلاوير عام 1984، ثم حصل على درجة الدكتوراه في القانون من كلية الحقوق بجامعة سيتون هول. بدأ مسيرته السياسية متطوّعًا في حملة الجمهوري توماس كين للترشح لمنصب حاكم نيوجيرسي عام 1981. في عام 1994، فاز كريستي بمقعد كمفوّض (مشرّع محلي) لمقاطعة موريس، لكن حملته آنذاك تعرضت لانتقادات بسبب إطلاقه ادعاءات كاذبة تتعلق بمشاكل قانونية لمنافسه، ما أدى إلى خسارته إعادة الترشح في الانتخابات التمهيدية الجمهورية عام 1996. لاحقًا، عمل ضمن حملة جورج بوش الرئاسية عام 2000، وبعد فوز بوش، عيّنه مدعيًا عامًا فيدراليًا لنيوجيرسي، وهو المنصب الذي شغله من يناير 2002 حتى ديسمبر 2008. خلال فترته، أشرف على إدانة 130 مسؤولًا عامًا من مستويات حكومية محلية وولائية.
فاز كريستي بالانتخابات التمهيدية الجمهورية لحاكم نيوجيرسي عام 2009، وتغلّب في الانتخابات العامة على الحاكم الديمقراطي الحالي حينها جون كورزاين. خلال ولايته الأولى، نال إشادة لتقليصه الإنفاق، ووضع حدّ لنمو ضريبة الأملاك، وقيادته جهود التعافي بعد إعصار ساندي. أُعيد انتخابه بفارق كبير عام 2013 بعد أن هزم زعيمة الأغلبية في مجلس شيوخ الولاية باربرا بونو. أما ولايته الثانية، فقد شابتها عدة فضائح، أبرزها فضيحة إغلاق ممرات جسر فورت لي، وغياباته المتكررة عن الولاية. كما ترأس رابطة حكّام الحزب الجمهوري خلال حملة انتخابات 2014. انتهت ولايته في عام 2018، وسجّل نفسه كـلوبي سياسي في عام 2020.
في 30 يونيو 2015، أعلن كريستي ترشّحه لنيل ترشيح الحزب الجمهوري في الانتخابات الرئاسية لعام 2016، لكنه علّق حملته بعد ستة أشهر نتيجة أداء ضعيف في الانتخابات التمهيدية في نيوهامشير. لاحقًا، أعلن دعمه للمرشح الفائز دونالد ترامب، وتم تعيينه رئيسًا لفريق التحول الرئاسي الخاص بترامب. ظل كريستي حليفًا مقرّبًا من ترامب خلال فترة رئاسته، إلا أنه تحوّل لاحقًا إلى ناقد شرس له، خصوصًا بعد رفض ترامب الاعتراف بخسارته في الانتخابات الرئاسية لعام 2020، وما تبعها من اقتحام مبنى الكابيتول في 6 يناير 2021..
في 6 يونيو 2023، أعلن كريستي عن ثاني حملاته الرئاسية لنيل ترشيح الحزب الجمهوري في انتخابات 2024. تميّزت حملته بانتقادات لاذعة لترامب مقارنة ببقية المرشحين الجمهوريين. لكنه انسحب من الانتخابات التمهيدية قبل بدء عمليات التصويت. وفي سبتمبر 2024، أُعلن أن كريستي سيقوم بتدريس مادة حول الحملات السياسية في كلية جاكسون للشؤون العالمية بجامعة ييل.

## وصلات خارجية
- كريس كريستي على موقع IMDb (الإنجليزية)
- كريس كريستي على موقع الموسوعة البريطانية (الإنجليزية)
- كريس كريستي على موقع روتن توميتوز (الإنجليزية)
- كريس كريستي على موقع مونزينجر (الألمانية)
- كريس كريستي على موقع إن إن دي بي (الإنجليزية)
- كريس كريستي على موقع قاعدة بيانات الفيلم (الإنجليزية)

- قالب:الموقع الرسميhttp://www.state.nj.us/governor
- Christie for NJ نسخة محفوظة 27 أكتوبر 2009 على موقع واي باك مشين. re-election campaign website
- قالب:GovLinks
- Chris Christie Speech at the Reagan Library: Full Text, ناشيونال ريفيو, September 27, 2011